# Шоканов, Валиахмет
Валияхмет (Валиахмет) Шоканов (р. 1933) — машинист автогрейдера дорожно-эксплуатационного участка № 43 Министерства строительства и дорожных работ Казахской ССР, Уральская область. Герой Социалистического Труда (23.01.1974).
Родился в 1933 году в Кара-Обинском аулсовете Джамбейтинского района Уральской области, по национальности казах. Член КПСС.
В 1949 г. окончил курсы механизаторов и был принят трактористом в Джамбейтинскую МТС.
В 1959 г. перешёл в ДЭУ № 43, где стал машинистом автогрейдера.  Со временем в совершенстве освоил свою машину.
В 1971 г. выполнил план на 154 % в 1972 г. — на 169, в 1973 г. — на 178 %.
Обязательства IX пятилетки выполнил к 20 ноября 1973 года.
Герой Социалистического Труда (23.01.1974). Награждён орденом Трудового Красного Знамени, медалями «За доблестный труд. В ознаменование 100-летия со дня рождения В. И. Ленина» и «За освоение целинных земель».